# Jérémy Toulalan
Jérémy Toulalan (Nantes, 10 september 1983) is een Frans profvoetballer die bij voorkeur als verdedigende middenvelder speelt. Hij was van 2006 tot en met 2010 international in het Frans voetbalelftal, waarmee hij uitkwam op het EK 2008 en het WK 2010.

## Clubcarrière

### FC Nantes
Toulalan komt uit de jeugdopleiding van FC Nantes, en werd in het seizoen 2004/2005 benoemd tot beste talent uit de Franse Ligue 1. De club FC Nantes was regelmatig hoog in het linkerrijtje in de Ligue 1 te vinden, en speelden in 2004 de finale van de Franse beker. Toulalan speelde sterk, en zijn goede spel werd gezien door de bondscoaches van zowel het Franse elftal als het Franse elftal onder de 21.  Hij kan ook depanneren als centrale verdediger.
Op 6 juli 2013 werd bekendgemaakt dat Toulalan de overstap maakte naar de kapitaalkrachtige club AS Monaco. Voor de transfer werd een bedrag van vijf miljoen euro overgemaakt naar Málaga CF. Toulalan tekende een contract voor twee seizoenen bij de club uit het vorstendom.

### Bordeaux
Op 18 januari 2018 kreeg trainer Jocelyn Gourvennec zijn ontslag bij Girondins de Bordeaux. Aanleiding was de nederlaag, twee dagen eerder, in de thuiswedstrijd tegen SM Caen (0-2) waardoor Bordeaux dieper in de degradatiezorgen belandde. Assistent-trainer Éric Bedouet nam voorlopig de taken als hoofdcoach over. Toulalan was solidair met de ontslagen Gourvennec en vertrok ook per direct bij Bordeaux. De middenvelder was net als Gourvennec in de zomer van 2016 bij Bordeaux begonnen.

## Clubstatistieken
| Seizoen | Club                  | Competitie       | Wedstrijden | Doelpunten |
| ------- | --------------------- | ---------------- | ----------- | ---------- |
| 2001/02 | FC Nantes             | Ligue 1          | 1           | 0          |
| 2002/03 | FC Nantes             | Ligue 1          | 13          | 0          |
| 2003/04 | FC Nantes             | Ligue 1          | 20          | 0          |
| 2004/05 | FC Nantes             | Ligue 1          | 31          | 1          |
| 2005/06 | FC Nantes             | Ligue 1          | 29          | 0          |
| 2006/07 | Olympique Lyonnais    | Ligue 1          | 32          | 0          |
| 2007/08 | Olympique Lyonnais    | Ligue 1          | 30          | 0          |
| 2008/09 | Olympique Lyonnais    | Ligue 1          | 33          | 0          |
| 2009/10 | Olympique Lyonnais    | Ligue 1          | 31          | 0          |
| 2010/11 | Olympique Lyonnais    | Ligue 1          | 20          | 0          |
| 2011/12 | Málaga CF             | Primera División | 25          | 3          |
| 2012/13 | Málaga CF             | Primera División | 19          | 0          |
| 2013/14 | AS Monaco             | Ligue 1          | 29          | 1          |
| 2014/15 | AS Monaco             | Ligue 1          | 28          | 0          |
| 2015/16 | AS Monaco             | Ligue 1          | 25          | 0          |
| 2016/17 | Girondins de Bordeaux | Ligue 1          | 30          | 0          |
| 2017/18 | Girondins de Bordeaux | Ligue 1          | 21          | 0          |
| Totaal  | Totaal                | Totaal           | 417         | 5          |

## Interlandcarrière

### Frankrijk U21
Uiteindelijk speelt Toulalan mee op Jeugd-EK in Portugal. Met het Franse elftal onder de 21, had Toulalan als middenvelder een groot aandeel in de overwinningen. Ondanks dat Frankrijk werd beschouwd als grote favoriet voor de titel, verloor de ploeg in de halve finale met 3-2 van Nederland in de verlenging, na een doelpunt van Nicky Hofs in de 107ste minuut. Het goede optreden van Toulalan op het Jeugd-EK zorgde ervoor dat hij werd opgenomen in het sterrenelftal, dat werd opgesteld door de UEFA. Tevens speelde hij zichzelf hiermee in de kijker van Olympique Lyonnais, de Franse landskampioen.

### Frankrijk
Toulalan speelde sterk, en zijn goede spel werd beloond; Op 29 februari 2006 werd Toulalan door Raymond Domenech opgeroepen voor het Franse elftal, dat een oefenwedstrijd speelde tegen Slowakije. Toulalan heeft tot heden 36 interlands gespeeld. Hij werd niet meegenomen naar het WK 2006 in Duitsland, wegens een grote concurrentie op zijn positie. Toulalan werd op 17 augustus 2010 veroordeeld tot een schorsing van één interland omdat hij op het WK 2010 een van de spelers was die in opstand kwam tegen de toenmalige bondscoach Raymond Domenech.